# A Wonderful Beast
A Wonderful Beast je sólové studiové album amerického zpěváka Calvina Johnsona. Vydáno bylo 12. říjen roku 2018 společností K Records. Album produkoval Patrick Carney, který je rovněž spoluautorem písní, a doprovodnými vokály přispěla jeho přítelkyně Michelle Branch. Nahrávání alba probíhalo ve studiu Audio Eagle Studio v Nashvillu v americkém státě Tennessee.

## Seznam skladeb
1. Kiss Me Sweetly
2. A Wonderful Beast
3. Like You Do
4. Wherefore Art Thou
5. Are We Ready
6. Bubbles, Clouds and Rainbows
7. Blues Come Runnin'
8. Why You Crying
9. Another Teardrop Falls
10. When the Weekend Comes Around
11. (I’ve Still Got) Sand in My Shoes

## Obsazení
- Calvin Johnson – zpěv, kytara, klávesy, melodika
- Michelle Branch – doprovodné vokály
- Patrick Carney – bicí, baskytara, klávesy, perkuse, kytara